# Can Batlle (Santa Pau)
|  | Aquest article tracta sobre la masia de Santa Pau. Vegeu-ne altres significats a «Can Batlle». |

Can Batlle és una masia situada al municipi de Santa Pau, a la comarca catalana de la Garrotxa. És una obra inclosa a l'Inventari del Patrimoni Arquitectònic de Catalunya.

## Descripció
Can Batlle està situat a la vall de la Cot i damunt un pujol, des d'on pot albirar tota la vall del Corb, la carena de Finestres i la vall de la Cot. En temps feudals va ser una gran casa forta, de planta quadrada (14 m de costat, aproximadament). Avui és una ruïna. Conserva una petita part dels seus murs plens d'espitlleres de defensa, les teulades s'han ensorrat i l'interior és ple de carreus i terra. Tot i així s'endevina l'existència d'un pis superior.
Bastida amb carreus molt ben escairats, es trobava fortificada naturalment per alts marges de lloses planes. Avui serveix per guardar el ramat de la masoveria de Can Batlle, construïda molt temps després, al capdavall dels marges. Al costat de ponent es conserva una bonica cisterna amb volta de pedra. Sembla que aquest casal fortificat va ser la residència de l'administrador del terme, el batlle.